# Oldenor
Oldenor er en sø i nærheden af Nordborg på Als. Oprindelig var Oldenor en fjordarm, som formentlig i slutningen af 1700-tallet blev afsnøret var havet ved en dæmning. Det afvandede areal blev i mange brugt til landbrug, indtil man i 1980'erne opgav korndyrkningen.
Nordborg Kommune, Sønderjyllands Amt og Skov og Naturstyrelsen genskabte i 1993 søen i et stort naturgenopretningsprojekt. Søen er nu ca 1,5 km lang og 0,5 km bred og dækker et areal på 48 ha. Søen og de omkringliggende engarealer og kratskove ejes af staten og administreres af Gråsten Statsskovdistrikt.

## Adgang
Der er anlagt en P-plads ved vejen mellem Mjels og Oksbøl. Fra udsigtspladsen ved P-pladsen og den anlagte sti langs sydsiden af søen er der fin oversigt over det landskabet. 
Man kan også køre over Dyvig og dreje fra til venstre lige før lystbådehavnen. Man kommer så ned til vestenden af Oldenor og kan gå af en sti syd om søen (op til den anden plads).

## Fugleliv
Søen udviklede sig hurtigt til et spændende naturområde. Det er i dag en af det østlige Sønderjyllands vigtigste fuglelokaliteter, som yngle- og rasteplads for en lang række fuglearter.
Der er dukket flere nye ynglefugle op ved søen de seneste år. Således holder både isfugl, vandrikse og fiskehejre til ved søen om sommeren.
Også for rastende fugle er Oldenor en meget vigtig sø. Både antallet af grågæs og troldænder er steget så man nu kan være heldig at se mere end 1.000 af hver art i søen i vinterhalvåret.
Siden søen blev etableret i 1993 er den langsomt ved at stabilisere sig, og vegetationen er blevet mere frodig. Det kan ses på ændringen i sammensætningen af fuglearter ved søen. Alt i alt er der både flere ynglende og flere rastende fugle end tidligere, så den samlede konklusion må være at Oldenor er en bedre fuglelokalitet end nogensinde før.
Det bedste sted at iagttage de mange fugle er fra udsigtpunktet med fugletavle og bænke tæt på p-pladsen ved vejen mellem Mjels Vig og Nordborg.